# Grabów nad Prosną
Grabów nad Prosną là một thị trấn thuộc huyện Ostrzeszowski, tỉnh Wielkopolskie ở trung-tây Ba Lan. Thị trấn có diện tích 3 km². Đến ngày 1 tháng 1 năm 2011, dân số của thị trấn là 1947 người và mật độ 755 người/km².